# Ľudovít Schimara
Ľudovít Schimara [šimara] (1. srpna 1922 – 15. září 1983) byl slovenský fotbalový obránce.

## Hráčská kariéra
V československé lize hrál za Jednotu / Dynamo ČSD Košice, aniž by skóroval.

### Prvoligová bilance
| Ročník          | Zápasy | Góly | Minuty | Klub              |
| --------------- | ------ | ---- | ------ | ----------------- |
| I. liga 1946/47 | –      | 0    | –      | Jednota Košice    |
| I. liga 1949    | –      | 0    | –      | Dynamo ČSD Košice |
| I. liga 1950    | –      | 0    | –      | Dynamo ČSD Košice |
| CELKEM I. LIGA  | –      | 0    | –      |                   |